# دياب اللوح
دياب نمر محمد اللوح سياسي ودبلوماسي فلسطيني وأحد أعضاء حركة فتح وأسير سابق.

## الحياة العملية
اعتقلته جيش الاحتلال الإسرائيلي في 27 أغسطس 1977 وحُكم عليه بالسجن 15 عامًا.
في 18 مايو 2003، عُين وكيلًا مساعدًا في ديوان الموظفين العام.
في 31 أكتوبر 2005، نُقل إلى ملاك وزارة الشؤون الخارجية الفلسطينية وعُين سفيرًا لدولة فلسطين لدى جمهورية الصين الشعبية. وفي 14 ديسمبر 2005 قدم أوراق اعتماده.
في 30 سبتمبر 2013، قدم أوراق اعتماده سفيرًا الدولة فلسطين لدى الجمهورية اليمنية للرئيس اليمني.
في 17 ديسمبر 2015، تعرض منزل السفير الفلسطيني دياب اللوح في صنعاء إلى إطلاق للنار، ما أدى إلى إصابة أحد الحراس بجراح.
في 1 يونيو 2016، عُين سفيرًا لدولة فلسطين لدى موريتانيا.
في 1 نوفمبر 2017، عُين سفيرًا لدولة فلسطين لدى جمهورية مصر العربية، ومندوبًا لدولة فلسطين لدى جامعة الدول العربية. حيث استمر في مهامه مندوبًا حتى 1 مايو 2023، وفي مهامه سفيرًا حتى عام 2025.